# جدار خلوي
الجدار الخلوي أو جدار الخلية أو القَيْض هو جدار صلب غير حي لكنه مرن إلى حد ما. ويتكون جدار الخلية في النباتات الراقية من البروتوبلاست والمكون الرئيسي لمادة الجدار الخلوي هو السليلوز وهو هيكل شبكي من سلاسل السيليلوز من الغرويات المحبة للماء المتراصة لها القدرة على التشرب ومنفذ لكل من الماء والذائبات، وترسب مواد أخرى مع السليلوز في تكوين الجدار الخلوي حسب نوع الجدار ونوع وعمر الخلية النباتية فمثلًا في جدر الخلايا الابتدائية يشترك البكتين والهيمي سليلوز ويترسب اللجنين في أوعية الخشب والكيوتين في خلايا البشرة والسيوبرين في خلايا الفلين وتوجد مواد أخرى تدخل في تكوين الجدار مثل البروتينات والمواد الهلامية والصموغ التي تدخل في تكوين الجدار الثانوي، وهو يميز الخلية النباتية عن الخلية الحيوانية.حيث هذه الأخيرة (الحيوانية) لا يوجد بها جدار خلويّ لأن جسم الحيوان يضم عظامًا تقوّي وتبقي بنيته ثابتة ومستقيمة، ووجود الجدار الخلوي في الخلية النباتية لأنها لا تملك عظامًا في الأصل فيعمل الجدار الخلوي المكوّن من جدارين ابتدائي وثانوي على إبقاء النبتة واقفة وصامدة وليحميها بشكل أقوى، إن النباتات معرضة لعدة ظروف طبيعية قاسية فهي بحاجة لحماية موادها الداخلية التي هي أساس عملياتها الحيوية.

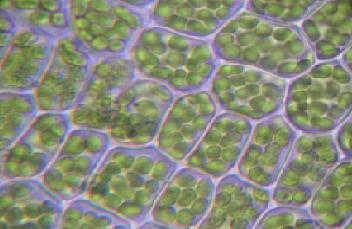
خلايا نباتية مفصولة عن بعضها بواسطة جدار خلوي شفاف

## تكوين الجدار الخلوي للخلية النباتية
يجب أن يتمتع الجدار الخلوي للخلية النباتية بقوة وقابلية للتمدد حتى تتحمل الضغط الأسموزي الداخلي الناتج عن الاختلاف في التركيزات المُذابة بين المحاليل الداخلية والخارجية للخلية، ويكون قوة الضغط الأسموزي الداخلي أقوى عدة مرات من الضغط الجوي.
ويتكون الجدار الخلوي للخلايا النباتية من ثلاث طبقات:
- جدار الخلية الأولي أو الأساسي (بالإنجليزية: Primary wall)‏، وهو تركيب يلي الصفيحة الوسطية ويتكون من السليلوز وأشباه السليلوز والبكتين والبروتين ويصل سمكها إلى 3 ميكرون، ويتكون بشكل عام من طبقة رقيقة ومرنة وقابلة للتمدد أثناء نمو الخلية.
- جدار الخلية الثانوي (بالإنجليزية: Secondry wall)‏، وهي طبقة سميكة تتكون بعد نمو الخلية بالكامل داخل جدار الخلية الأولي، ولم يُعثر عليه في جميع أنواع الخلايا، ويتكون من مواد أهمها اللجنين والسوبرين والكيوتين وكربونات الكالسيوم والسليكات .
- الصفيحة الوسطى وهي أول ما يتكون بين الخلايا عند الانقسام، وهي طبقة غنية بالبكتين.

## صفات الجدار الخلوي
يُمنح الجدار الخلوي للخلايا الصلابة والقوة، بالإضافة أنه يحمي الخلية من الإجهاد، كما أنه يُلاحظ أن التركيب الكيميائي وخصائص جدار الخلية مرتبطة بنمو الخلايا النباتية وتشكلها. ويُلاحظ في الكائنات متعددة الخلايا أن جدار الخلية يسمح ببناء شكل محدد ويحافظ عليه، كما أنه يحد من دخول الجزئيات الكبيرة التي قد تكون سامة للخلية، ويُسمح أيضًا جدار الخلية بإنشاء بيئة أسموزية مستقرة عن طريق منع التحلل الأسموزي والمُساعدة في الاحتفاظ بالمياه. وقد يتغير تكوين وخصائص وشكل جدار الخلية أثناء دورة الخية ويعتمد على ظروف النمو.

### صلابة جدار الخلية
يكون جدار الخلية مرنًا في معظم الخلايا، مما يعني أنه يُثنى بدلًا من أن يحتفظ بشكله ثابت ولكنه يمتاز بقوة شدة كبيرة، وجدار الخلية هو المسؤول عن الصلابة الواضحة لأنسجة النبات الأولية ولكن ليس بسبب صلابة الجدار نفسه ولكن بسبب الضغط الهيدروليكي الذي يتكون ويتسبب بهذه الصلابة الملحوظة. وتظهر مرونة جدار الخلية حينما يذبل النبات وتبدأ السيقان والأوراق بالتدلي، أو تُلاحظ في الأعشاب البحرية التي تنحني خلال التيارات البحرية.
وقد شرح جون هاولاند هذا بمثال توضيحي حينما شبه جدار الخلية بسلة خوص تم نفخ بالون بداخلها بحيث يمارس ضغطًا من الداخل، وهذه السلة صلبة للغاية ومقاومة لأي ضرر. وبالطريقة نفسها تكتسب الخلايا التي تمتلك جدارًا خلويًا قوة من غشاء البلازما المرن الذي يضغط على الجدار الخلوي الصلب، وبالتالي فإن الصلابة الظاهرة لجدار الخلية ينتج عن تضخم الخلية الموجودة بداخلها والذي يحدث نتيجة للامتصاص السلبي للماء.

#### النفاذية
جدار الخلية الأساسي لمعظم الخلايا النباتية قابل للاختراق بحرية للجزئيات الصغيرة مثل الماء وثاني أكسيد الكربون بما في ذلكَ البروتينات الصغيرة، ويعتبر الرقم الهيدروجيني عاملًا مهمًا يتحكم في نقل الجزئيات عبر جدران الخلايا.

## الوظائف
و يقوم الجدار الخلوي بعدة وظائف هي:
- حماية الخلية من الخدوش والأخطار الخارجية ..
- طرح الفضلات خارج الخلية.
- تحديد شكل الخلية.

### ومن الوظائف الثانوية
- خاصية الأسموزية ودور الجدار الخلوي بها

عند وضع خلية نباتية في محلول مخفف يؤدي إلى حدوث فرق في الضغوط الأسموزية ،وينتقل الماء داخل الخلية النباتية فتنتفخ بسبب ضغط الامتلاء ،ولكن دون انفجار ويرجع السبب في ذلك إلى الجدار الخلوي، حيث ينشأ ضغط معاكس لضغط الامتلاء يعرف بضغط الجدار السلبي مما يمنع الانفجار .على النقيض مما يحدث في الخلية الحيوانية والتي تفتقد إلى هذا الجدار.
- جهاز مناعة للنبات

من طرق الدفاع الخلوية والتي تشمل التحولات المورفولوجية للجدار الخلوي ومكوناته:

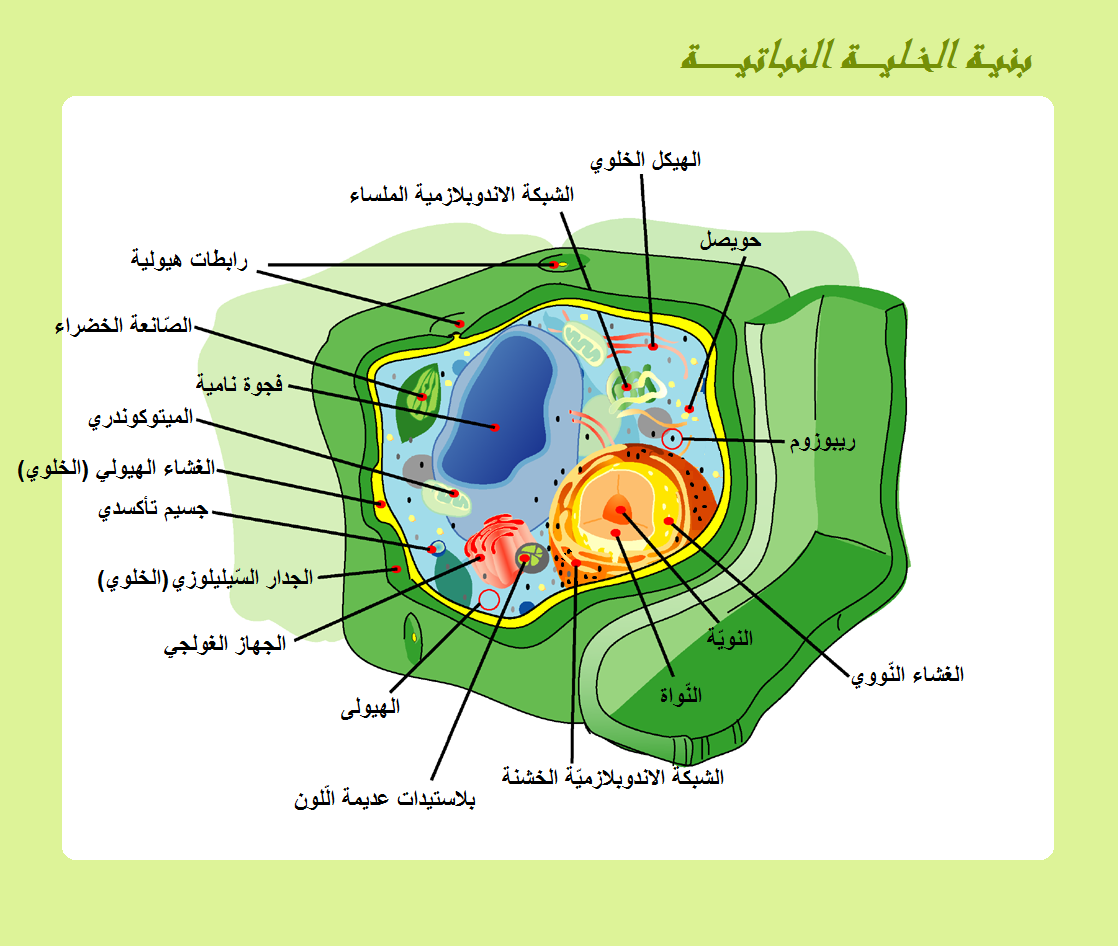
موقع الجدار الخلوي (السليلوزي في الخلية النباتية)

1. انتفاخ الجدار الخلوي لخلايا البشرة وما يحيط بها أثناء اختراق المسبب المرضي مما يعمل على تثبيط محاولته لاختراق الخلية والاستقرار والتكاثر بها.
2. تغليف الفطريات المخترقة للخلية بغلاف ينشأ عن امتدادات الجدار الخلوي للعائل.

يعتبر جدار الخلية النباتية من أهم صفاتها التي تميزها عن الخلية الحيوانية التي تفتقر إلى مثل هذا الجدار، ولكن قليلا من الخلايا النباتية لا يوجد بها مثل هذا الجدار: منها الأبواغ في الطحالب والفطريات والخلايا التناسلية في كل من النباتات البدائية والراقية. ونستطيع تحديد جدار الخلية في أنواع مختلفة من الخلايا (حقيقة النواة euocaryotic) أو (غير حقيقية النواة procaryotic).